# 강시선생2 : 강시가족
강시선생2 : 강시가족(屍家族-疆屍先生續集, Mr Vampir II)은 홍콩에서 제작된 유관위 감독의 1986년 공포, 코미디 영화이다. 원표 등이 주연으로 출연하였고 홍금보 등이 제작에 참여하였다.

## 출연

### 주연
- 원표
- 임정영
- 이새봉
- 왕소봉
- 우마

### 조연
- 후펑
- 누남광
- 종발
- 관수미
- 카리

## 제작진
- 프로듀서: 하관창
- 제편경리: 진패화